# Jaziško-velikokumansko-szolnočka županija
Jaziško-velikokumansko-szolnočka županija (mađarski: Jász-Nagykun-Szolnok megye) jedna je od 19 mađarskih  županija. Pripada regiji Sjevernoj Nizini (Sjevernom Alföldu). Administrativno središte je Szolnok. Površina županije je 5582 km², a broj stanovnika 415 917. 

## Zemljopisne osobine
Nalazi se u središnoj istočnoj Mađarskoj, u regiji Sjeverni Alföld (Észak-Alföld)
Susjedne županije su Heveška i Boršod-abaújsko-zemplénska na sjeveru, Hajdu-biharska na istoku, Bekeška županija na jugoistoku, Čongradska na jugu, Bačko-kiškunska na jugozapadu te Peštanska županija na zapadu.
Gustoća naseljenosti je 74 stanovnika po četvornom kilometru. 
U Jaziško-velikokumansko-szolnočkoj se županiji nalazi 75 naselja.

## Upravna organizacija
Hrvatska imena naselja prema ili

### Gradovi
| - Szolnok - Jászberény - Törökszentmiklós - Karcag - Mezőtúr - Kisújszállás - Tiszaföldvár - Tiszafüred - Túrkeve - Jászapáti | - Kunszentmárton - Jászárokszállás - Kunhegyes - Martfű - Újszász - Jászkisér - Rákóczifalva - Jászfényszaru - Kenderes - Abádszalók |

### Velika sela i sela
| - Alattyán - Berekfürdő - Besenyszög - Cibakháza - Csataszög - Cserkeszőlő - Csépa - Fegyvernek - Hunyadfalva - Jánoshida - Jászágó - Jászalsószentgyörgy | - Jászboldogháza - Jászdózsa - Jászfelsőszentgyörgy - Jászivány - Jászjákóhalma - Jászladány - Jászszentandrás - Jásztelek - Kengyel - Kétpó - Kőtelek - Kuncsorba | - Kunmadaras - Mesterszállás - Mezőhék - Nagyiván - Nagykörű - Nagyrév - Öcsöd - Örményes - Pusztamonostor - Rákócziújfalu - Szajol - Szászberek | - Szelevény - Tiszabő - Tiszabura - Tiszaderzs - Tiszagyenda - Tiszaigar - Tiszainoka - Tiszajenő - Tiszakürt - Tiszaörs - Tiszapüspöki - Tiszaroff | - Tiszasas - Tiszasüly - Tiszaszentimre - Tiszaszőlős - Tiszatenyő - Tiszavárkony - Tomajmonostora - Tószeg - Vezseny - Zagyvarékas |

## Stanovništvo
U županiji živi 415 917 stanovnika (prema popisu 2001.).
- Mađari = 394 635
- Romi, Bajaši = 12 305
- Nijemci = 631
- Rumunji = 225
- Ukrajinci 221
- Slovaci = 135
- Grci 104
- ostali, među kojima Hrvata 30

## Znamenite ličnosti
- Miklós Horthy

## Vanjske poveznice
- (engleski) Mađarski statistički ured - nacionalni sastav Jaziško-velikokumansko-szolnočke županije 2001.